# 핫 블러드 (2021년 영화)
《핫 블러드》는 2021년에 개봉한 대한민국의 영화이다.

## 캐스팅
- 이정현 : 훈 역
- 최제헌 : 태영 역
- 정성호 : 성호 역
- 우영택 : 영식 역
- 김재현 : 광재 역
- 천영암 : 왕섭 역
- 서제일 : 동필 역
- 류연영 : 오철 역
- 공정환 : 창수 역